# Мосс, Джонни
Джонни Мосс (англ. Johnny Moss; 14 мая 1907 года, Маршалл (Техас), Техас, США — 16 декабря 1995 года, Лас-Вегас, США) — профессиональный игрок в покер. Трёхкратный победитель главного турнира Мировой серии покера, обладатель девяти браслетов WSOP. В числе первых включён в Зал славы покера в 1979 году.

## Карьера
В 1949 году в Лас-Вегасе Мосс выиграл знаменитый пятимесячный матч против Ника Дандолоса, где соперники соревновались во многих разновидностях покера. Победа в этом матче принесла ему по разным оценкам от 2 до 4 млн $ и неофициальный титул сильнейшего игрока в мире.
В 1970 году Мосс голосованием игроков был признан победителем первого турнира Мировой серии покера. На следующий год Мосс стал уже фактическим победителем турнира, в финале обыграв Пагги Пирсона. Третий титул победителя главного турнира WSOP Мосс выиграл в 1974 году. Соперником в решающем поединке был Крэнделл Аддингтон (3♥ 3♠ против Т♣ 2♣). Этот результат не превзойден до сих пор, а повторить его удалось только Стю Ангеру.
Мосс принимал участие во всех турнирах WSOP с 1970 по 1995 годы, выиграв за это время девять браслетов WSOP. Больше только на счету Фила Хельмута, Джонни Чена, Фила Айви и Дойла Брансона.
За карьеру Мосс выиграл 1 219 689 $ призовых.